# Lucre (distrito)
O Distrito peruano de Lucre é um dos 12 distritos da província de Quispicanchi situada na região de Cusco.

## Transporte
O distrito de Lucre é servido pela seguinte rodovia:
- PE-3S, que liga o distrito de La Oroya à Ponte Desaguadero (Fronteira Bolívia-Peru) - e a rodovia boliviana Ruta 1 - no distrito de Desaguadero (Região de Puno)
- PE-28B, que liga o distrito à cidade de Ayna (Ayacucho) [1][2][3]